# Camera (Film)
Camera ist ein kanadischer Kurzfilm des Regisseurs David Cronenberg aus dem Jahre 2000.

## Handlung
Während ein ehemaliger Schauspieler über das Altern, den Tod und deren Zusammenhang mit dem Medium Film räsoniert, bringt eine Gruppe von Kindern Film- und Tonequipment in die Wohnung, das sie irgendwo gefunden hat. Die Kinder richten Kamera und Tongerät ein und drehen einen Film mit dem alten Mann.

## Hintergrund
Camera entstand aus Anlass des 25-jährigen Jubiläums des Toronto International Film Festivals. Hauptdarsteller Leslie Carlson wirkte bereits in Cronenbergs Videodrome (1983) mit. Ebenso zählen Howard Shore und Ronald Sanders zu Cronenbergs regelmäßigen Mitarbeitern. Der Film wurde auf Digital-Video-Material gedreht, lediglich die letzte Einstellung des Films entstand auf 35-mm-Film.

## DVD/Blu-ray
Camera ist auf der US-amerikanischen Blu-ray-Veröffentlichung des Films Videodrome der Firma Criterion enthalten.

## Auszeichnungen
- 2001: Nominierung für den CSC Award an André Pienaar in der Sparte Best Cinematography in Dramatic Short
- 2002: Genie Awards an David Cronenberg und Jody Shapiro in der Sparte Best Live Action Short Drama